# Johannes de Doperkerk (Oud-Vossemeer)
De Johannes de Doperkerk of Hervormde kerk is een protestantse kerk van de Nederlandse Hervormde Kerk in Oud-Vossemeer in de provincie Zeeland en een van de vijf kerken die het dorp rijk is.

## Geschiedenis
De huidige kerk dateert van 1516 maar ruim zestig jaar daarvoor in 1452 stond er reeds een kapel toegewijd aan de Heilige Johannes de Doper, de schutspatroon van Oud-Vossemeer. Deze kapel moest in 1516 gesloopt worden wegens plaatsgebrek. In het kerkgebouw kwamen gelovigen van zowel Oud- als Nieuw-Vossemeer Ook van het vergrote of nieuwe kerkgebouw bleef Johannes de Doper de schutspatroon. Tijdens de Tachtigjarige Oorlog werd de kerk op 7 oktober 1576 zwaar beschadigd door de soldaten van Willem van Oranje. In 1578 en 1579 werd de kerk hersteld en kwam in de handen van de gereformeerden. In 1798 werd op last van het Franse bestuur een overeenkomst opgesteld door een commissie van Protestanten en Rooms-Katholieken waarbij het eigendomsrecht van de kerk werd geregeld. In de 19e eeuw werd de noordbeuk uitgebreid en als school ingericht. Wegens plaatsgebrek werd de school in 1836 overgebracht naar een andere plaats in het dorp. De kerk werd grondig gerestaureerd van 1913 tot 1916 waarbij de woonruimte in de noordelijke beuk bij de kerk werd getrokken. De bronzen luidklok uit 1727 werd tijdens de Tweede Wereldoorlog op 15 april 1943 door de Duitse bezetter gevorderd. Op 21 september 1948 werd een nieuwe, vervangende klok in de toren gehangen.

## Beschrijving
Het bakstenen kerkgebouw is een eenbeukige kruiskerk van vijf traveeën. De korte toren dateert uit omstreeks 1450 en het transept is veel jonger dan het schip en ook van een kleiner soort steen opgetrokken.

### Interieur
De preekstoel in de dooptuin dateert uit de 17e eeuw en heeft een koperen lezenaar uit 1769. De koperen kroon bij binnenkomst in de kerk dateert uit 1740. De grootste koperen kroon werd geschonken door een testamentaire wilsbeschikking van Johannes van Roseveldt na diens overlijden in 1787.
Op 10 november 1875 werd een eerste serafine-orgel in de kerk in gebruik genomen. Het huidige eenklaviers kerkorgel met eikenhouten kast werd in 1917 gebouwd door de firma A. Standaart uit Schiedam.

## Fotogalerij

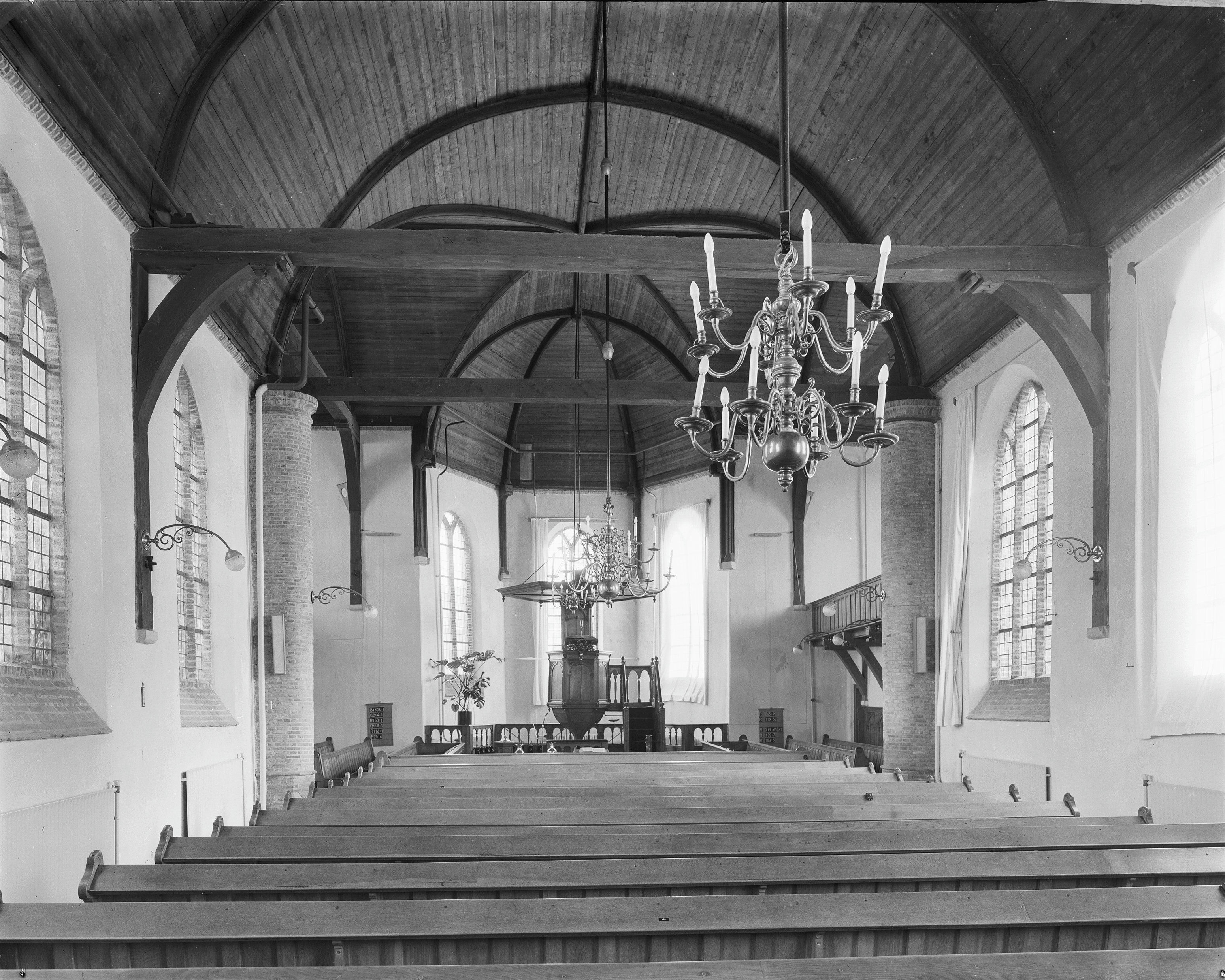
Interieur naar het oosten met de kansel
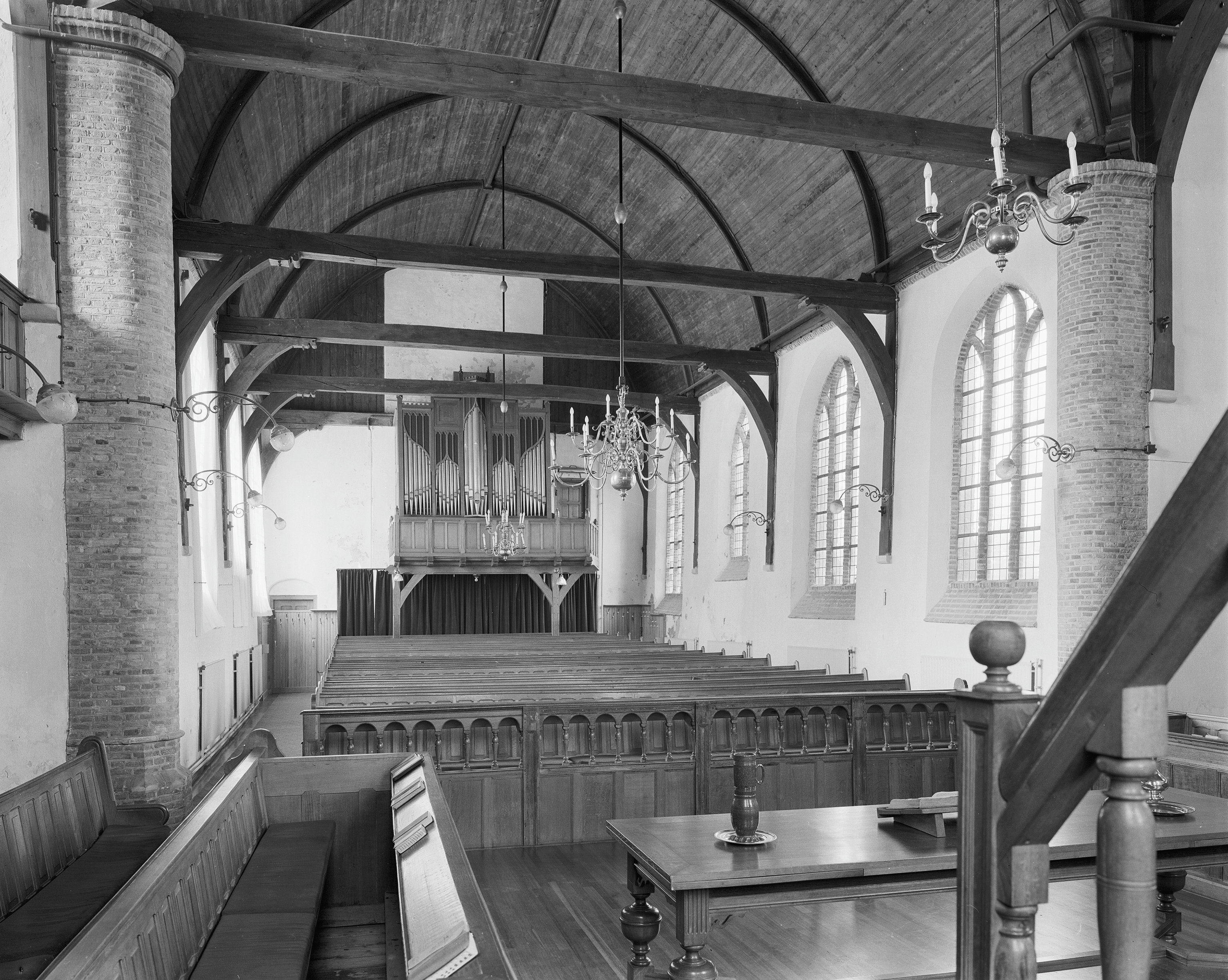
Interieur naar het westen met het orgel